# Dan Simmons
Pour les articles homonymes, voir Simmons.
Œuvres principales
- L'Échiquier du mal (1989)
- Les Cantos d'Hypérion (1989-1997)
- Ilium/Olympos (2003)
- Drood (2009)

Dan Simmons, né le 4 avril 1948 à Peoria (Illinois), est un écrivain américain connu principalement pour ses romans de science-fiction, d'horreur et policiers. Ses livres sont publiés dans 27 pays.

## Biographie
Dan Simmons reçoit initialement un B.A en anglais du Wabash College à Crawfordsville, puis sort diplômé de l'université Washington à Saint-Louis, Missouri, en 1971. Il travaille ensuite dans l'éducation jusqu'en 1989.
Sa carrière littéraire commence par l'écriture de nouvelles. C'est en participant à un atelier d'écriture dirigé par Harlan Ellison que celui-ci, impressionné par la qualité de la nouvelle Le Styx coule à l'envers, le pousse à s'inscrire au concours de Twilight Zone Magazine (concours où la nouvelle de Dan Simmons remporte le premier prix) et à se consacrer pleinement à l'écriture. Le Styx coule à l'envers paraît en 1982 et son premier roman, Le Chant de Kali, est publié en 1985.
Il reçoit le prix Hugo du meilleur roman 1990 et le prix Locus du meilleur roman de science-fiction 1990 pour Hypérion qui forme avec La Chute d'Hypérion le début du récit Les Cantos d'Hypérion. Endymion et L'Éveil d'Endymion constituent une suite du diptyque Hypérion. Les titres de ces livres sont un hommage au poète John Keats qu'il admire.
Son livre Terreur, paru en 2007 aux États-Unis, est un roman d'horreur retraçant l'expédition de John Franklin dans l'Arctique en 1845 avec deux bâtiments — le HMS Erebus et le HMS Terror — conçus pour l’exploration polaire où ils ont été piégés dans les glaces près de l'île du Roi-Guillaume et furent abandonnés en 1848.
Ses prises de position très républicaines le conduisent en 2009 à une rupture avec son traducteur français, Jean-Daniel Brèque.
Drood, paru en 2009, est basé sur les dernières années de la vie de Charles Dickens menant à l'écriture du roman Le Mystère d'Edwin Drood, que Dickens avait partiellement terminé au moment de sa mort.
Dan Simmons vit à Longmont, près de Denver, dans le Colorado, avec sa femme Karen et sa fille. Son lieu de prédilection pour écrire est sa maison secondaire, située en pleine montagne à Windwalker dans le sud du parc national de Rocky Mountain. Près de la maison, une sculpture de 2,43 mètres représentant le fameux Gritche des Cantos d'Hypérion monte la garde.

## Œuvres

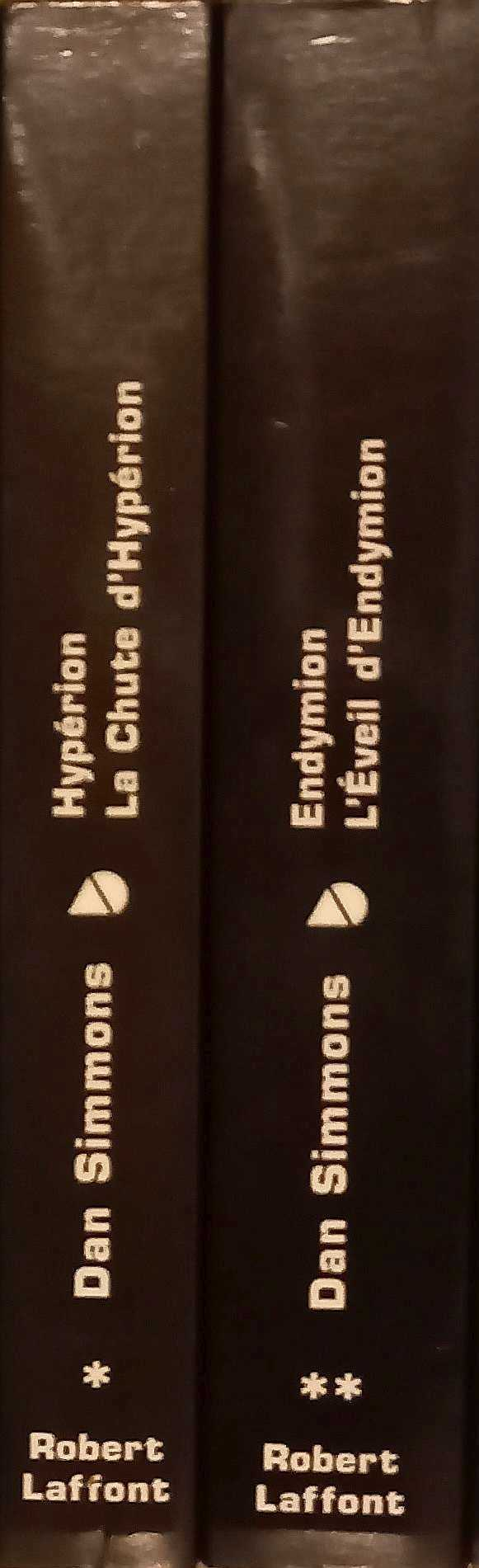
Saga Hypérion - Endymion chez Robert Laffont.

### SérieLes Cantos d'Hypérion
1. Hypérion, 1991 ((en) Hyperion, 1989)
2. La Chute d'Hypérion, 1992 ((en) The Fall of Hyperion, 1990)
3. Endymion, 1996 ((en) Endymion, 1996)
4. L'Éveil d'Endymion, 1998 ((en) The Rise of Endymion, 1997)

- La Mort du centaure, 1996 ((en) The Death of the Centaur, 1990)Une nouvelle qui prend place dans l'univers d'Hypérion, et écrite pour le recueil de nouvelles Prayers to Broken Stones
- Les Orphelins de l'Hélice (en), 2000 ((en) Orphans of the Helix, 1999)Une nouvelle qui prend place dans l'univers d'Hypérion, et écrite pour l'anthologie de Robert Silverberg Horizons lointains (Far Horizons)

### SérieIlium / Olympos
1. Ilium, 2004 ((en) Ilium, 2003)
2. Olympos, 2006 ((en) Olympos, 2005)

### SérieUne enquête de Joe Kurtz
1. Vengeance, 2001 ((en) Hardcase, 2001)
2. Revanche, 2004 ((en) Hard Freeze, 2002)
3. Une balle dans la tête, 2005 ((en) Hard as Nails, 2003)

### SérieElm Haven
1. Nuit d'été, 1993 ((en) Summer of Night, 1991)
2. Les Fils des ténèbres, 1994 ((en) Children of the Night, 1992)
3. Les Chiens de l'hiver, 2003 ((en) A Winter Haunting, 2002)

### Romans indépendants
- Le Chant de Kali, 1989 ((en) Song of Kali, 1985)
- L'Échiquier du mal, 1992 ((en) Carrion Comfort, 1989)
- Les Larmes d'Icare, 1994 ((en) Phases of Gravity, 1989)
- L'Homme nu, 1994 ((en) The Hollow Man, 1992)
- Les Feux de l'Éden, 1996 ((en) Fires of Eden, 1994)
- Les Forbans de Cuba, 2000 ((en) The Crook Factory, 1999)
- L'Épée de Darwin, 2002 ((en) Darwin's Blade, 2000)
- Terreur, 2008 ((en) The Terror, 2007)
- La Muse de feu, 2009 ((en) Muse of Fire, 2008)Parue dans l'anthologie N.S.O. - Le Nouveau Space Opera dirigée par Gardner R. Dozois et Jonathan Strahan (en)
- Drood, Robert Laffont, 2011 ((en) Drood, 2009)[4],[5]
- Le Nez-Boussole d'Ulfänt Banderõz, Robert Laffont, 2022 ((en) The Guiding Nose of Ulfänt Banderōz, 2009)Roman court paru dans l'anthologie Chansons de la Terre mourante (le livre a été découpé en trois tomes en français et le dernier tome, contenant ce roman court, n'est jamais paru)
- Collines noires, Robert Laffont, 2013 ((en) Black Hills, 2010)
- Flashback, Robert Laffont, coll. « Ailleurs et Demain », 2012 ((en) Flashback, 2011)
- L'Abominable, Robert Laffont, 2019 ((en) The Abominable, 2013)
- Le Cinquième Cœur, Robert Laffont, 2020 ((en) The Fifth Heart, 2015)

### Recueils de nouvelles
- (en) Prayers to Broken Stones, 1990
- (en) Summer Sketches, 1992
- L'Amour, la Mort, 1995 ((en) Lovedeath, 1993)
- (fr) Le Styx coule à l'envers, Denoël, coll. « Présences », 1997Recueil paru en France sans équivalent en langue anglaise mais qui a sept nouvelles en commun avec le recueil Prayers to Broken Stones (jamais traduit en français) qui en compte treize
- (en) Worlds Enough & Time, 2002

## Récompenses
- Prix Hugo
  - Meilleur roman 1990 pour Hypérion
- Prix Locus
  - Meilleur roman de science-fiction 1990 pour Hypérion
  - Meilleur roman d'horreur 1990 pour L'Échiquier du mal
  - Meilleur roman de science-fiction 1991 pour La Chute d'Hypérion
  - Meilleure nouvelle longue 1991 pour Le Lit de l'entropie à minuit (dans L'Amour, la Mort)
  - Meilleur roman d'horreur 1992 pour Nuit d'été
  - Meilleure nouvelle longue 1992 pour Tous les enfants de Dracula
  - Meilleur roman d'horreur 1993 pour Les Fils des ténèbres
  - Meilleure nouvelle longue 1994 pour Mourir à Bangkok (dans L'Amour, la Mort)
  - Meilleur roman d'horreur 1995 pour Les Feux de l'Éden
  - Meilleur roman de science-fiction 1998 pour L'Éveil d'Endymion
  - Meilleur roman court 2000 pour Les Orphelins de l'Hélice (en)
  - Meilleur roman de science-fiction 2004 pour Ilium
- Prix World Fantasy
  - Meilleur roman 1986 pour Le Chant de Kali
  - Meilleure nouvelle 1993 pour Photo de classe (dans Le Styx coule à l'envers)
- Prix Bram Stoker
  - Meilleur roman 1990 pour L'Échiquier du mal
  - Meilleur recueil de nouvelles 1992 pour Prayers to Broken Stones
  - Meilleure nouvelle courte 1993 pour Photo de classe (dans Le Styx coule à l'envers)
  - Meilleure nouvelle longue 1994 pour Mourir à Bangkok (dans L'Amour, la Mort)
- Prix British Fantasy
  - Meilleur roman 1990 pour L'Échiquier du mal
- Prix British Science Fiction
  - Meilleur roman 1991 pour La Chute d'Hypérion
- Prix Theodore-Sturgeon
  - Meilleure nouvelle 1993 pour Photo de classe (dans Le Styx coule à l'envers)
- International Horror Guild Awards
  - Meilleure roman 2003 pour Les Chiens de l'hiver
  - Meilleure roman 2008 pour Terreur
- Grand prix de l'Imaginaire
  - Meilleure nouvelle étrangère 1996 pour Le Grand Amant (dans L'Amour, la Mort)
- Prix Ozone
  - Meilleur roman de science-fiction étranger 1999 pour L'Éveil d'Endymion
- Prix Cosmos 2000
  - Meilleur roman 1992 pour Hypérion
- Prix Seiun
  - Meilleur roman étranger 1995 pour Hypérion
  - Meilleur roman étranger 1996 pour La Chute d'Hypérion
  - Meilleure nouvelle étrangère 1999 pour Photo de classe (dans Le Styx coule à l'envers)
- Prix Bob Morane
  - Meilleur roman étranger 2009 pour Terreur
- Prix Ignotus
  - Meilleur roman étranger 1991 pour Hypérion[6]